# Per Meurling
Per Meurling, född 21 oktober 1906 i Uppsala, död 24 mars 1984 i Brännkyrka församling i Stockholm, var en svensk religionshistoriker, författare och litteraturkritiker.

## Biografi
Meurlings far, Erik Meurling, var kyrkoherde i Kristdala i Småland. Per var bror till Olle Meurling samt sonson till Charodotes Meurling. Han studerade vid Lunds universitet, där han avlade licentiatexamen 1933. Han var redaktör för Lundagård 1929 och lämnade Lund 1935, men återupptog efter andra världskriget sina akademiska studier och disputerade 1949 på Stockholms högskola på en avhandling om religionens bidrag till uppkomsten av social olikhet. Meurling läste tyska, franska, engelska och sanskrit. Han hade 19 akademiska betyg utöver sin fil.lic.
Han var marxistisk litteraturskribent i bland annat Social-Demokraten, Clarté, Folkviljan, Göteborgs Handels- och Sjöfartstidning och BLM. Han var också utrikeskorrespondent, utrikesredaktör och kulturredaktör på Ny Dag, men skrev även pornografi för Hsons tidskrifter. 
Meurling försvarade i Clarté Moskvarättegångarna. I juni 1943 avslöjade Säkerhetspolisen ett större agentnät som leddes av Per Meurling. De fastställde att han mottagit pengar från den sovjetiska legationen. Avslöjandet ledde till att Meurlings NKVD-kontakt Boris Jarzev hotades att komprometteras, varför denne snabbt lämnade Sverige. År 1943 dömdes han för olovlig underrättelseverksamhet för Sovjetunionens räkning. Han tog 1948 avstånd från Sveriges kommunistiska parti.
Han var första gången gift 1929–1936 med Olga Rosengren (1906–1977), omgift med Ernst Edestad, andra gången 1936–1945 med konstnären Hélène Aperia-Meurling (1903–1986) och tredje gången 1952–1961 med Gun Åkerberg (1916–1997), tidigare gift med Lars Flodén. Han var sedan sambo med Barbro Charlotta Folkesdotter Asplund (född 1932). Meurling är begraven på Kristdala norra kyrkogård.
Karl Vennberg skrev uppskattande i Aftonbladet: ”Jag tänker med avund och saknad på att jag aldrig kom att vara med när Erik Lindegren och Per Meurling träffades, två så olika naturer, men konversationsgenier båda, begåvade för den blixtsnabba avslöjande repliken.